# Nathaniel Schnugg
Nathaniel „Nate“ Schnugg (* 5. Oktober 1988 in Medford, Oregon) ist ein ehemaliger US-amerikanischer Tennisspieler.

## Karriere
Schnugg spielte bis 2006 auf der ITF Junior Tour. In der Jugend-Rangliste erreichte er mit Rang 24 seine höchste kombinierte Platzierung. Im Einzel war er bei Grand-Slam-Turnieren nicht erfolgreich. Im Doppel dominierte er das Jahr 2006, als er mit Kellen Damico den Titel in Wimbledon gegen Martin Kližan und Andrej Martin gewann und später im Jahr mit Jamie Hunt auch den Titel der US Open gegen Jarmere Jenkins und Austin Krajicek für sich entschied. Im Finale der Australian Open verlor er zusammen mit Damico, während der zur selben Kategorie gehörte Banana Bowl ebenfalls mit Damico eingefahren wurde.
Bei den Profis spielte Schnugg zunächst von 2006 bis 2008 einige Turniere auf der drittklassigen ITF Future Tour. Im Einzel konnte er nur einmal das Viertelfinale erreichen, während er im Doppel gleich bei seinem ersten Turnier den Titel gewann, der aber sein letzter bleiben sollte. Mit Kellen Damico zusammen erhielt er eine Wildcard für die Doppelkonkurrenz der US Open, kurz bevor er mit Hunt noch die Juniorenausgabe spielte. Sie unterlagen zum Auftakt David Ferrer und Fernando Vicente. Selbiges passierte ein Jahr später, als sie mit einer Wildcard startend gegen Jonas Björkman und Maks Mirny verloren. Im September 2006 stieg er auf sein Karrierehoch von Rang 990 in der Weltrangliste im Doppel, während er im Einzel nie in die Top 1000 einziehen konnte.
2007 begann Schnugg ein Studium an der University of Georgia, wo er im Fach Medizin studierte. Er war dort auch im College Tennis aktiv. 2011 machte er einen Abschluss. Danach arbeitete er im Wirtschaftsbereich.